# F3F戰鬥機
格鲁曼F3F（Grumman F3F）是F2F的改进型。它是美国海军航空队最后一型双翼战斗机，同时也是美国所有航空队最后使用的一型双翼战斗机。F3F从1936年开始服役，但在美国于1941年进入战争前已经从前线退役，由F2A型接替。F3F使用了可收回式起落架，对格鲁曼F4F型的设计有重大影响。

## 设计
F2F型飞行时不稳定，而且容易尾旋，为此美国海军在F2F开始量产前就签订合同，开始设计XF3F-1型。设计要求战斗机在执行任务时可以对地攻击，虽然引擎和F2F使用的一样，但XF3F-1的机身和翼展加大了。缩小的轮胎消除了整流罩后面的凸起，使得XF3F-1机身更加流线型。

## 武裝
- 1×M1919中型機槍500發（左），
- 1×M2重機槍200發（右），
- 2×52.6公斤的Mk IV炸彈，機翼下各一個。